# IC 5136
IC 5136 је ознака објекта на координатама са ректансцензијом 21h 48m 50,4s и деклинацијом - 33° 39" 9'. Открио га је Луис Свифт, 15. септембра 1897. Каснијим посматрањима на том положају није уочен никакав астрономски објекат.